# MMAファクトリー
MMAファクトリー（英: MMA Factory）は、フランス・パリに拠点を置く総合格闘技ジム。代表はフェルナンド・ロペス。

## 概要
2013年にフェルナンド・ロペスがビジネスパートナーとパリの12区に格闘技ジム「クロスファイト」を設立し、すぐに名称を「MMAファクトリー」に変更した。その後、2018年には600人を超える生徒と18人のスタッフを抱えるフランスで一番大きな格闘技ジムに拡大した。

## コーチングスタッフ
- フェルナンド・ロペス - ヘッドコーチ

## 主な所属選手
- シリル・ガーヌ（UFC世界ヘビー級暫定王者）
- イオン・クテラバ
- ナッソーディン・イマボフ
- ジェロム・レ・バンナ
- ソクジュ
- テイラー・ラピルス
- ヴェロニカ・ハーディー
- クリスチャン・ムプンボ

## 元所属選手
- フランシス・ガヌー（UFC世界ヘビー級王者）